# Leuchttürme Ventspils
Der Leuchttürme Ventspils (lettisch Ventspils bākas) befinden sich in Ventspils (deutsch Windau), der größten Hafenstadt Kurlands. Unter sowjetischer Herrschaft wurde eine Erdöl-Pipeline nach Ventspils errichtet, und die Stadt avancierte zu einem der wichtigsten Häfen für den Rohöl-Export der UdSSR. Somit gab es einen Bedarf an ausreichenden Navigationshilfen. Der Hafen von Ventspils ist immer noch der wichtigste Umschlagort für russisches Öl und Kohle an der Ostsee.
Seit Dezember 2012 ist der Leuchtturm als „Architektonisches Kulturdenkmal“ № 8883 eingetragen.
| Leuchtfeuer | Leuchtfeuer              | Koordinaten                 | Baujahre             | Kennung                                                     | Reichweite                                                  | Höhe                 | Feuerhöhe            | UKHO #, LJA#         |
| --- | ------------------------ | --------------------------- | -------------------- | ----------------------------------------------------------- | ----------------------------------------------------------- | -------------------- | -------------------- | -------------------- |
| | Mole Süd                 | 57° 24′ N, 21° 31′ O        | 1901 1938            | Fl(2)G.3s 00.5+(00.5) +00.5+(01.5)                          | 3 sm (5,6 km)                                               | 11 m                 | 14 m                 | C 3452 597           |
| | Mole Nord                | 57° 24′ N, 21° 32′ O        | 1901 1938            | Fl(2)R.3s 00.5+(00.5) +00.5+(01.5)                          | 4 sm (7,4 km)                                               | 11 m                 | 14 m                 | C 3451} 595          |
| | Loču tornis (Lotsenturm) | 57° 24′ N, 21° 32′ O        | 1934                 | Außer Betrieb, fortschreitender Verfall. Architekturdenkmal | Außer Betrieb, fortschreitender Verfall. Architekturdenkmal | 20 m                 | 13,5 m               |                      |
| Bild gesucht Die Wikipedia wünscht sich an dieser Stelle ein Bild vom hier behandelten Ort. Falls du dabei helfen möchtest, erklärt die Anleitung , wie das geht. BW | Richtfeuer Oberfeuer     | 57° 23′ 17″ N, 21° 33′ 5″ O | 1916 1979            | Iso.R.3s 128°-160°                                          | 15 sm (27,8 km)                                             | 35 m                 | 45 m                 | C 3450.1 521         |
| Bild gesucht Die Wikipedia wünscht sich an dieser Stelle ein Bild vom hier behandelten Ort. Falls du dabei helfen möchtest, erklärt die Anleitung , wie das geht. BW | Richtfeuer Unterfeuer    | 57° 24′ N, 21° 33′ O        | siehe Infobox rechts | siehe Infobox rechts                                        | siehe Infobox rechts                                        | siehe Infobox rechts | siehe Infobox rechts | siehe Infobox rechts |